# Persone di nome Renato/Calciatori
| Questa pagina contiene informazioni ricavate automaticamente dalle voci biografiche con l'ausilio del template Bio e di un bot. L'aggiornamento è periodico e automatico e ricostruisce completamente la pagina. Se manca una persona in questa lista, sei pregato di non aggiungerla, ma accertati piuttosto che la sua voce biografica contenga il template Bio e che i dati anagrafici siano correttamente compilati. Se il template Bio manca, inseriscilo tu stesso o, in alternativa, metti l'avviso {{tmp\|Bio}} che ne segnala la mancanza. Se i dati riportati sono sbagliati, correggi direttamente la voce biografica; le modifiche saranno visibili in questa lista entro pochi giorni. Per chiarimenti vedi il progetto antroponimi. La lista contiene solo le 123 persone che sono citate nell'enciclopedia e per le quali è stato implementato correttamente il template Bio. Pagina aggiornata al 6 ago 2025. |

Questa è una lista di persone presenti nell'enciclopedia che hanno il nome Renato e sono calciatori.

## A(6)
- Renato Acanfora, ex calciatore italiano (Scafati, n. 1957)
- Renato Alberti, calciatore italiano (San Michele Extra, n. 1936 - † 2022)
- Renato Antolini, calciatore italiano (Roma, n. 1919)
- Renato Avellani, calciatore italiano (Genova, n. 1922)
- Giovanni Azzini, calciatore italiano (Quinzano d'Oglio, n. 1929 - Cremona, † 1994)
- Renato Silva, ex calciatore brasiliano (Colinas do Tocantins, n. 1983)

## B(14)
- Renato Baiguera, calciatore italiano (Brescia, n. 1906 - Brescia, † 1976)
- Renato Barberini, calciatore italiano (Modena, n. 1922)
- Renato Bartoletti, calciatore italiano (Firenze, n. 1898)
- Renato Bartolozzi, calciatore italiano (La Spezia, n. 1902)
- Renato Beccuti, calciatore italiano (Torino, n. 1901 - Loano, † 1968)
- Renato Bellinelli, ex calciatore italiano (Taglio di Po, n. 1939)
- Renato Benaglia, calciatore e allenatore di calcio italiano (Valeggio sul Mincio, n. 1938 - Firenze, † 2023)
- Renato Bertocchi, calciatore italiano (Collesalvetti, n. 1925 - † 1986)
- Renato Bizzozzero, calciatore svizzero (Lugano, n. 1912 - Buenos Aires, † 1994)
- Renato Bodini, calciatore e allenatore di calcio italiano (Cremona, n. 1909 - Roma, † 1974)
- Renato Boldrini, calciatore italiano
- Rafael Bondi, ex calciatore brasiliano (São João de Meriti, n. 1981)
- Renato Brighenti, calciatore italiano (Modena, n. 1922 - Modena, † 1982)
- Renato Júnior, calciatore brasiliano (San Paolo, n. 2002)

## C(20)
- Renato Calzolai, calciatore e allenatore di calcio italiano (Carrara, n. 1914)
- Renato Campanini, calciatore italiano (Pieve di Cento, n. 1938 - Pieve di Cento, † 2020)
- Renato Caocci, ex calciatore italiano (Olbia, n. 1943)
- Renato Cappellini, calciatore italiano (Pistoia, n. 1914 - Milano, † 1975)
- Renato Cardillo, calciatore italiano (Messina, n. 1934 - Messina, † 2022)
- Renato Neto, calciatore brasiliano (Camacan, n. 1991)
- Renato Castiglioni, calciatore italiano (Verona, n. 1903)
- Renato Cattaneo, calciatore e allenatore di calcio italiano (Alessandria, n. 1903 - Alessandria, † 1974)
- Renato Cattaneo, calciatore italiano (Rovellasca, n. 1923 - † 2017)
- Renato Catuzzi, calciatore italiano (San Pancrazio Parmense, n. 1915)
- Renato Cavalieri, calciatore italiano (Modena, n. 1927 - Modena, † 2000)
- Renato Cervati, calciatore italiano (Brescia, n. 1920 - † 2004)
- Renato Cesarini, calciatore e allenatore di calcio italiano (Senigallia, n. 1906 - Buenos Aires, † 1969)
- Renato Cipollini, calciatore e dirigente sportivo italiano (Codogno, n. 1945 - Ferrara, † 2019)
- Renato Cipriani, calciatore e allenatore di calcio italiano (Roma, n. 1917)
- Renato Civelli, ex calciatore argentino (Pehuajó, n. 1983)
- Renato Clerici, calciatore italiano (Novara, n. 1904 - Novara, † 1975)
- Renato Cunha Valle, ex calciatore brasiliano (Rio de Janeiro, n. 1944)
- Renato Curi, calciatore italiano (Montefiore dell'Aso, n. 1953 - Perugia, † 1977)
- Renato César, calciatore uruguaiano (Maldonado, n. 1993)

## D(7)
- Renato De Censi, calciatore e militare italiano (Roma, n. 1893 - Venezia, † 1919)
- Renato De Manzano, calciatore italiano (Trieste, n. 1909 - Trieste, † 1968)
- Renato Dehò, calciatore italiano (Milano, n. 1946 - Lecco, † 2019)
- Renato Dini, ex calciatore italiano (Montecatini Terme, n. 1929)
- Renato Eduardo de Oliveira Ribeiro, ex calciatore brasiliano (Belo Horizonte, n. 1985)
- Renato Veiga, calciatore portoghese (Lisbona, n. 2003)
- Renato de Araújo Chaves Júnior, ex calciatore brasiliano (San Paolo, n. 1990)

## E(1)
- Bady, calciatore brasiliano (São José do Rio Preto, n. 1989)

## F(6)
- Renato Falcomer, ex calciatore italiano (Concordia Sagittaria, n. 1947)
- Renato Faloppa, ex calciatore italiano (Oderzo, n. 1947)
- Renato Ferrarese, calciatore italiano (Roma, n. 1918 - Roma, † 1981)
- Renato Ferretti, calciatore e allenatore di calcio italiano (Alessandria, n. 1907 - Ventimiglia, † 1984)
- Renato Fioravanti, calciatore e allenatore di calcio italiano (Tuscania, n. 1929 - Tuscania, † 2007)
- Renato Dirnei Florêncio, ex calciatore brasiliano (Santa Mercedes, n. 1979)

## G(12)
- Renato Gandolfi, calciatore italiano (Torino, n. 1927 - Genova, † 2011)
- Renato Gardini, calciatore italiano (Pola, n. 1921 - Milano, † 1975)
- Renato Gavinelli, calciatore italiano (Novara, n. 1943 - Novara, † 2024)
- Renato Gelio, calciatore italiano (Vigasio, n. 1933 - Nichelino, † 1995)
- Renato Ghezzi, calciatore italiano (Rho, n. 1916)
- Renato Ghiselli, calciatore italiano (Vicenza, n. 1890)
- Renato Giudici, calciatore italiano (Livorno, n. 1922 - † 2003)
- Renato Gojković, calciatore bosniaco (Tuzla, n. 1995)
- Renato González, calciatore cileno (Santiago del Cile, n. 1990)
- Renato Grasselli, calciatore italiano (Roma, n. 1894 - Roma, † 1976)
- Renato Greco, ex calciatore italiano (Palermo, n. 1969)
- Renato Gonçalves de Lima, ex calciatore brasiliano (Serra Talhada, n. 1991)

## H(1)
- Renato Hyshmeri, calciatore albanese (Elbasan, n. 1989)

## I(1)
- Renato Margaça, calciatore portoghese (Covilhã, n. 1985)

## J(1)
- Renato Cajá, ex calciatore brasiliano (Cajazeiras, n. 1984)

## K(2)
- Renato Kayzer, calciatore brasiliano (Tupãssi, n. 1996)
- Renato Kelić, calciatore croato (Vinkovci, n. 1991)

## L(2)
- Renato Luchitta, ex calciatore italiano (Corno di Rosazzo, n. 1948)
- Renato Luosi, calciatore italiano (Fontanella, n. 1932 - Verona, † 2014)

## M(9)
- Renato Jorge, ex calciatore portoghese (Porto, n. 1973)
- Renato Malota, calciatore albanese (Lezhë, n. 1989)
- Renato Manzini, calciatore italiano (Reggio Emilia)
- Renato Marchiaro, calciatore e partigiano italiano (Bra, n. 1919 - Nizza, † 2017)
- Renato Marques, calciatore brasiliano (Belo Horizonte, n. 2003)
- Renato Martini, ex calciatore italiano (Parma, n. 1930)
- Renato Mattarucchi, ex calciatore italiano (Brebbia, n. 1943)
- Renato Miglioli, calciatore e allenatore di calcio italiano (Caronno Varesino, n. 1921 - Milano, † 2007)
- Renato Carlos Martins Júnior, ex calciatore brasiliano (São Vicente, n. 1987)

## N(2)
- Renato Novelli, calciatore italiano (Ghezzano, n. 1904)
- Renato Queirós, ex calciatore portoghese (Amarante, n. 1977)

## O(1)
- Renato Olmi, calciatore italiano (Trezzo sull'Adda, n. 1914 - Crema, † 1985)

## P(9)
- Renato Paglianti, calciatore italiano (San Piero a Sieve, n. 1894 - Padova, † 1958)
- Renato Pantalon, calciatore croato (Zara, n. 1997)
- Renato Pastori, calciatore italiano (Roma, n. 1918)
- René Petit, calciatore e ingegnere francese (Dax, n. 1899 - Hondarribia, † 1989)
- Renato Piccoli, ex calciatore italiano (San Michele Extra, n. 1947)
- Renato Pierani, calciatore italiano (Ancona, n. 1920 - Ancona, † 2003)
- Renato Pilipović, ex calciatore croato (Fiume, n. 1977)
- Renato Preziati, calciatore italiano (Como, n. 1905 - † 1986)
- Renato Punyed, calciatore nicaraguense (San Salvador, n. 1995)

## R(8)
- Renato Raccis, calciatore italiano (Mandas, n. 1922 - Cagliari, † 1979)
- Renato Rambaldelli, calciatore italiano (Torino, n. 1936 - Torino, † 2023)
- Renato Ramos, ex calciatore cileno (Antofagasta, n. 1979)
- Renato Ribeiro Calixto, calciatore brasiliano (Cardoso, n. 1988)
- Bruno Rodolfi, calciatore argentino (Mendoza, n. 1915 - † 1998)
- Renato Ronconi, ex calciatore italiano (Cesena, n. 1939)
- Renato Rossini, calciatore italiano (Siena, n. 1899)
- Renato Rustico, calciatore italiano (Casale Monferrato, n. 1925 - Casale Monferrato, † 2015)

## S(8)
- Renato Sali, ex calciatore italiano (Ticengo, n. 1949)
- Renato Sanches, calciatore portoghese (Lisbona, n. 1997)
- Renato Augusto Santos Júnior, calciatore brasiliano (Caieiras, n. 1992)
- Renato Santos, calciatore portoghese (Estarreja, n. 1991)
- Renato Sarti, calciatore italiano (Rimini - Foggia)
- Renato Augusto, calciatore brasiliano (Rio de Janeiro, n. 1988)
- Renato Steffen, calciatore svizzero (Aarau, n. 1991)
- Renato Sáinz, calciatore boliviano (n. 1899 - † 1982)

## T(7)
- Renato Tapia, calciatore peruviano (Lima, n. 1995)
- Rodrigo Tapia, calciatore argentino (Buenos Aires, n. 1994)
- Renato Targioni, ex calciatore italiano (Campi Bisenzio, n. 1929)
- Renato Tiriticco, calciatore italiano (Pescara, n. 1924 - Chieti, † 1987)
- Renato Tofani, calciatore e allenatore di calcio italiano (Roma, n. 1914)
- Renato Tori, calciatore e allenatore di calcio italiano (Viareggio, n. 1914 - Viareggio, † 1983)
- Renato Toso, ex calciatore italiano (Remanzacco, n. 1928)

## V(3)
- Renato Valenti, calciatore italiano (Monfalcone, n. 1929 - Monfalcone, † 2019)
- Renato Bruno Vieira Gomes, ex calciatore brasiliano (Belo Horizonte, n. 1994)
- Renato Vieira Rodrigues, calciatore brasiliano (Foz do Iguaçu, n. 1992)

## Z(3)
- Renato Zaccarelli, ex calciatore, allenatore di calcio e dirigente sportivo italiano (Ancona, n. 1951)
- Renato Zecchi, calciatore italiano (San Giovanni in Persiceto, n. 1897)
- Renato Zorzolo, calciatore italiano (Mortara, n. 1922)